# معركة لالاكيون
قامت معركة لالاكيون (باليونانية: Μάχη τοῦ Λαλακάοντος) أو معركة بوسون (باليونانية: Μάχη τοῦ Πό(ρ)σωνος) في عام 863 بين الإمبراطورية البيزنطية والجيوش الإسلامية العربية والتركية في بافلاغونيا (في شمال تركيا اليوم). بتروناس عم الإمبراطور ميخائيل الثالث كان قائدًا للجيش البيزنطي على الرغم من أن المصادر العربية ذكرت وجود الإمبراطور ميخائيل بنفسه. فيما قاد الجيش العربي أمير ملطية عمر الأقطع.